# Boca de Ouro (peça)
Boca de Ouro é uma peça teatral brasileira, escrita por Nelson Rodrigues no ano de 1959, e que estreou no Teatro Federação (mais tarde Teatro Cacilda Becker) no dia 13 de outubro de 1960. Reeditando a parceria com o autor, Ziembinski dirigiu a peça e atuou no papel-título.
Talvez tenha sido o desempenho do diretor no papel que fez com que fosse um enorme fracasso a montagem da Companhia Brasileira de Comédia, de Dália Palma e Rubens de Falco. Seu forte sotaque polonês o afastava completamente do personagem, que era chamado em cena de Drácula de Madureira.

## Sinopse
Boca de Ouro foi parido num reservado de gafieira e seu primeiro berço foi uma pia de banheiro onde a mãe o deixou, sob a torneira aberta, num batismo cruel e pagão. O menino cresce e se torna bicheiro temido e respeitado – uma figura quase mitológica na comunidade onde vive. Boca mandara arrancar todos os dentes da boca e implantou dentes de ouro. Ele acreditava que seria enterrado em um caixão todo de ouro. Diziam que ficava com as mulheres de homens casados e derretia suas alianças para fazer o caixão. Poderoso e carismático, mantinha o autocontrole desde que não falassem de sua mãe e de como nasceu numa pia de gafieira. O personagem é descrito através de três relatos diferentes, depois de sua morte. Fascinado com a história do contraventor, o jornalista Caveirinha procura uma ex-amante do criminoso, D. Guigui para colher material para uma matéria. Os relatos dela refletem seu estado emocional. No primeiro momento, sem saber que Boca de Ouro está morto, ela o pinta como um homem cruel e insensível, capaz de matar um pobre diabo, inofensivo e covarde, Leleco, para ter a sua mulher Celeste fiel. Ao saber da morte do ex-amante, ela chora e passa a elogiá-lo. Representa-o como um homem rigoroso que mata, mas não sem motivo, ao mesmo tempo em que denigre seu atual marido. Conta a mesma história, mas, desta vez, revela uma Celeste nada fiel e um Leleco não tão inofensivo. A forma elogiosa como passa a tratar o Boca de Ouro irrita o marido, que faz as malas e decide deixar a casa. Com a interferência do repórter Caveirinha, que se sente responsável pela separação, os dois se reconciliam. D. Guigui conta, então, uma terceira versão da mesma história sobre Boca de Ouro, na qual se destaca não só o seu poder e crueldade, mas também suas inseguranças.

## Narrativa
A primeira cena da peça é a única cujos fatos fazem parte de uma narrativa supostamente verídica. Trata-se de quando o personagem-título paga uma fortuna a um dentista para que lhe ele extraia todos os dentes e no lugar implante uma dentadura toda de ouro. Fora isso, os demais fatos serão todos narrados pelo olhar da ex-amante Dona Guigui, em três versões diferentes sobre a vida do bicheiro conhecido por Boca de Ouro. Todas essas versões são contadas a partir de sua morte, quando jornalistas vão até à casa de Guigui, agora casada e mulher séria, para indagar sobre o anti-herói.
A exemplo de outras narrativas tipicamente rodrigueanas (ver Vestido de Noiva, Toda Nudez Será Castigada e Valsa Nº 6), esta também não apresenta a verdade objetiva dos fatos e, sim, a ótica distorcida pela emoção ou desvairio de uma mulher.